# جامعة باريس للعلوم والآداب
جامعة بي أس أل ( جامعة باريس للعلوم والآداب ) هي مؤسسة كبرى مقرها في باريس ، فرنسا. تأسست في عام 2010 وتم إنشاؤها رسميًا كجامعة في عام 2019.  وهي جامعة جامعية تضم 11 مدرسة تأسيسية، وأقدمها تأسست في عام 1530. يقع معهد باريس للعلوم التطبيقية في وسط باريس ، مع مواقعه الرئيسية في الحي اللاتيني ، في حرم مونتاني سانت جينفييف ، في حرم جوردان، في حرم دوفين ، في حرم كوندورسيه ، وفي كاريه ريشيليو .
تمنح جامعة بي أس أل شهادات البكالوريوس والماجستير والدكتوراه للمدارس والمعاهد التابعة لها. وتقدم تعليماً يعتمد على البحث والتعليم متعدد التخصصات، ويستطيع طلابها و عددهم 17000 طالب الوصول إلى مجموعة واسعة من التخصصات في العلوم والهندسة والعلوم الإنسانية والعلوم الاجتماعية والفنون الجميلة والفنون الأدائية .
يضم خريجو وموظفو جامعة بي أس أل 28 حائزًا على جائزة نوبل ، و11 حائزًا على ميدالية فيلدز ، و3 حائزين على جائزة آبل ، و49 حائزًا على الميدالية الذهبية من المركز الوطني الفرنسي للبحث العلمي ، و50 حائزًا على جائزة سيزار ، و79 حائزًا على جائزة موليير .  
في عام 2004، بدأت المؤسسات في الحي اللاتيني بالتفكير في كيفية توحيد الجهود لتعزيز حضورها الدولي. وقد مهد القانون الفرنسي للبحث العلمي الصادر في عام 2006، والذي شجع على تشكيل شبكات البحث العلمي (بأشكال مختلفة بما في ذلك بريس و RTRA)، الطريق أمام مشاريع جديدة مثل جامعة باريس و بريس باريس تك ونسخة مبكرة من مشروع PSL. جمعت هذه المنظمة الجديدة خمس مؤسسات للتعليم العالي في الحي اللاتيني: باريس تك للكيمياء و كلية فرنسا, مدرسة التعليم العالي العادي (باريس) والمدرسة العليا للفيزياء والكيمياء الصناعية في مدينة باريس (ESPCI باريس) ومرصد باريس .  وقد اعتمدوا معًا وضع مؤسسة التعاون العلمي (FCS) (fr) . تم إنشاء الكيان الجديد، المسمى "باريس للعلوم والآداب - الحي اللاتيني"، في البداية كتحالف علمي.   في عام 2011، قدمت المؤسسات الخمس طلبًا مشتركًا لمبادرات التميز (IDEX) كجزء من برنامج الاستثمار في المستقبل الفرنسي (PIA)، مما أدى إلى تطور المشروع إلى شكل جديد من أشكال الجامعة الفرنسية. ستضم هذه الجامعة 70% من طلابها على مستوى الماجستير والدكتوراه وتقدم برنامج البكالوريوس، مع التركيز على الطلاب المتساوين في الفرص (40% من طلاب المنح الدراسية في الفصل التحضيري متعدد التخصصات CPES).

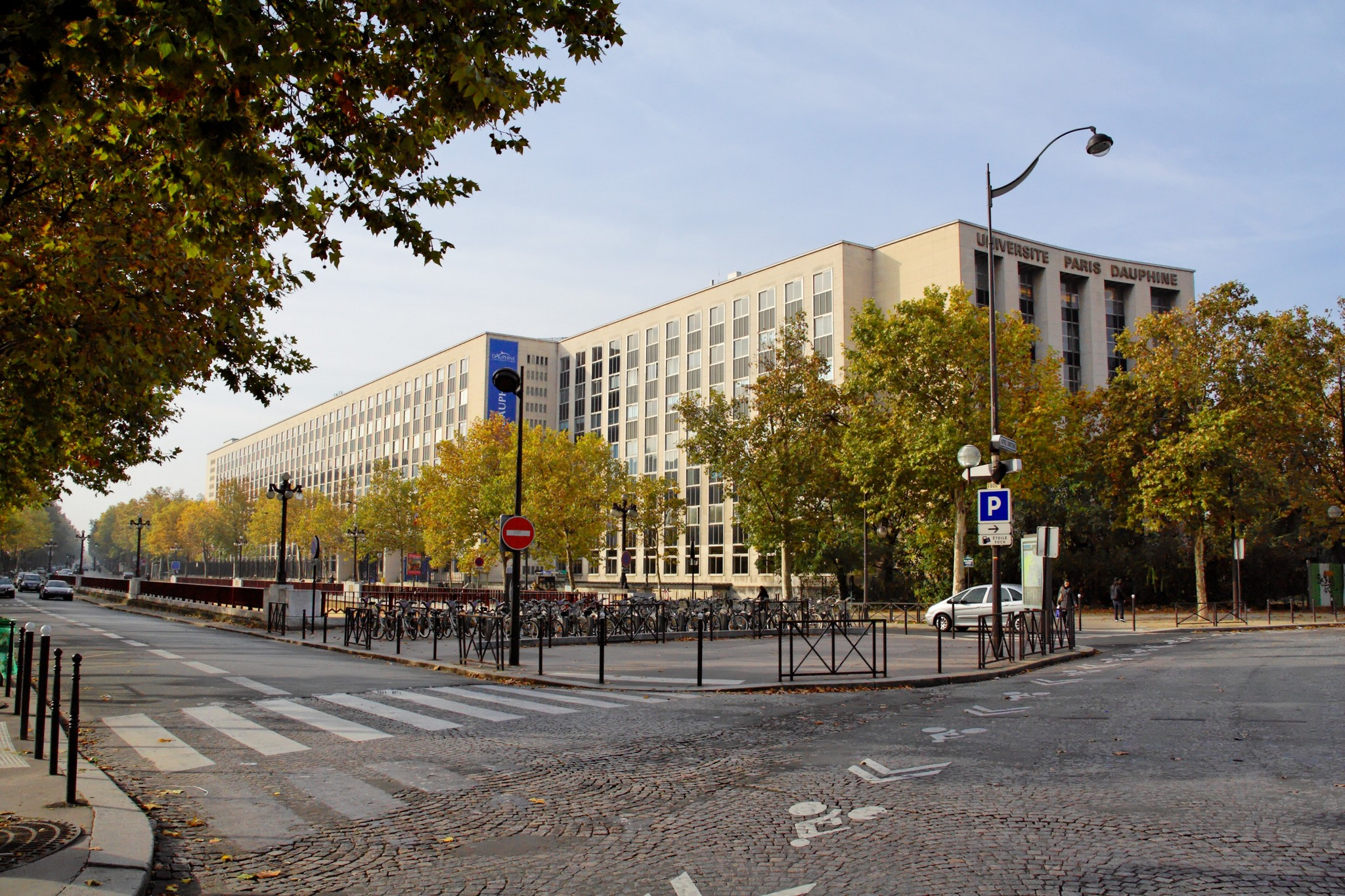
دوفين، كلية جامعة بي أس أل

### تطوير الجامعة
بين عامي 2011 و2012، انضمت عشر مؤسسات جديدة إلى المؤسسة: المعهد الوطني العالي للفنون المسرحية ، المعهد الوطني العالي للموسيقى والرقص في باريس ، المدرسة الوطنية العليا للفنون الزخرفية ، المدرسة الوطنية العليا للفنون الجميلة ، لا فيميس ، مؤسسة بيير جيل دو جين للأبحاث، معهد كوري. ومعهد لويس باشيلييه و المدرسة الوطنية العليا للمناجم في باريس وجامعة باريس دوفين . 

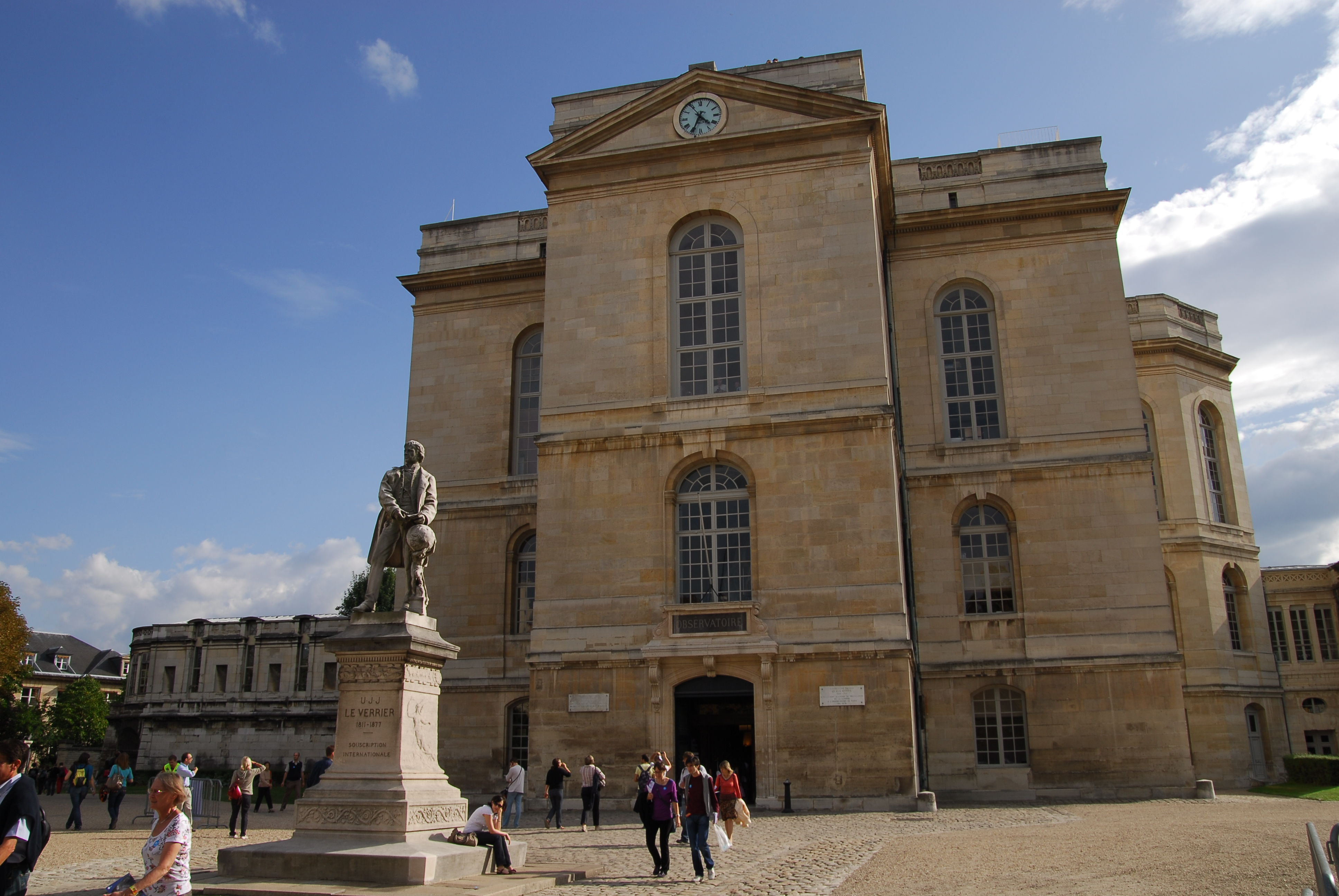
مرصد باريس، جامعة بي أس أل

## روابط خارجية
- موقع جامعة PSL (النسخة الإنجليزية)